# مزولة

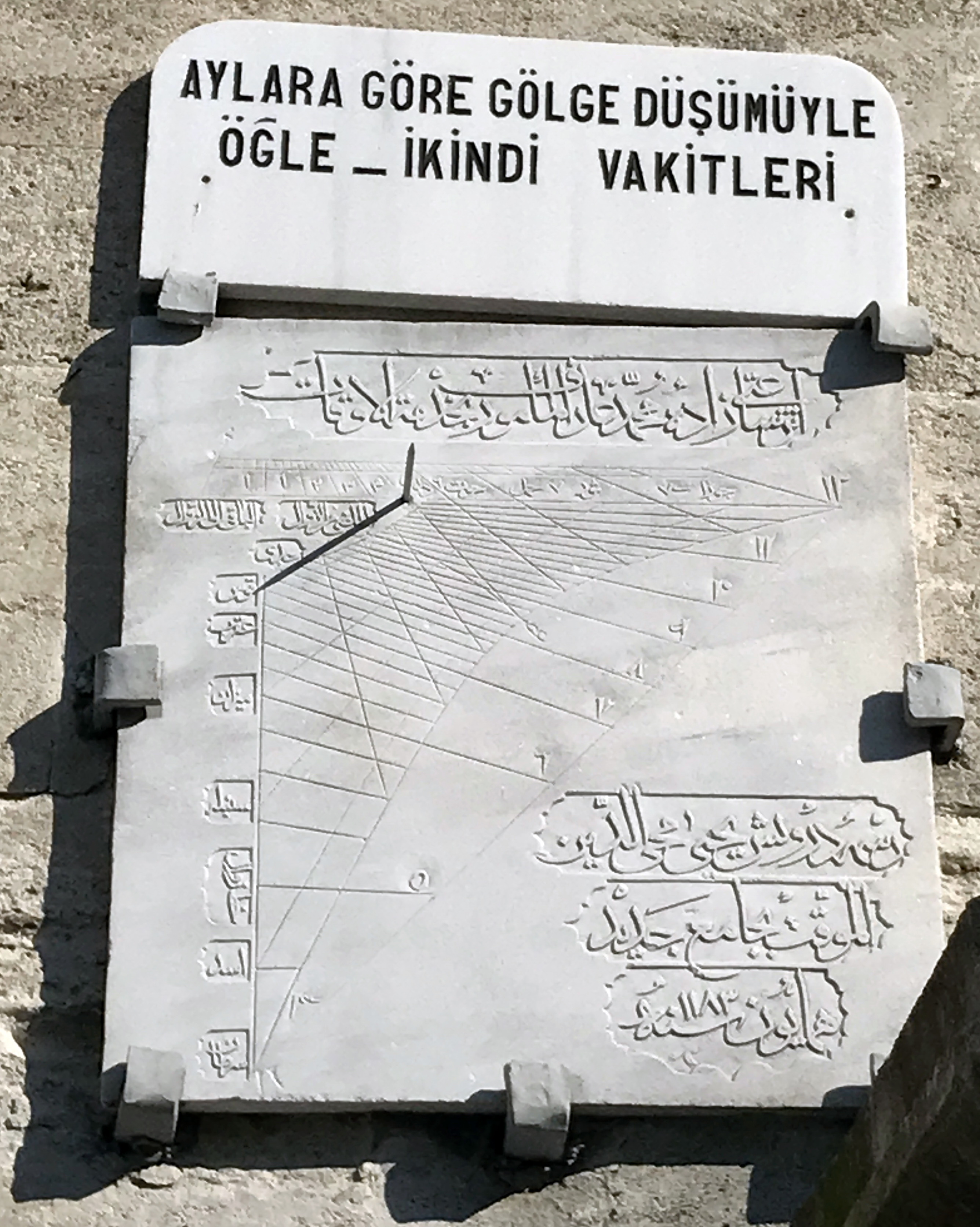
ساعة شمسية (مزولة) موجودة على حائط الجانب الأيمن من مسجد مهرماه سلطان (1548م) بأسكدار باسطنبول لبيان وقت صلاة الظهر وصلاة العصر. مكتوب أعلى المزولة بالتركية الحديثة: «تحديد أوقات الظهر والعصر بواسطة الظل بحسب الشهر القمري».

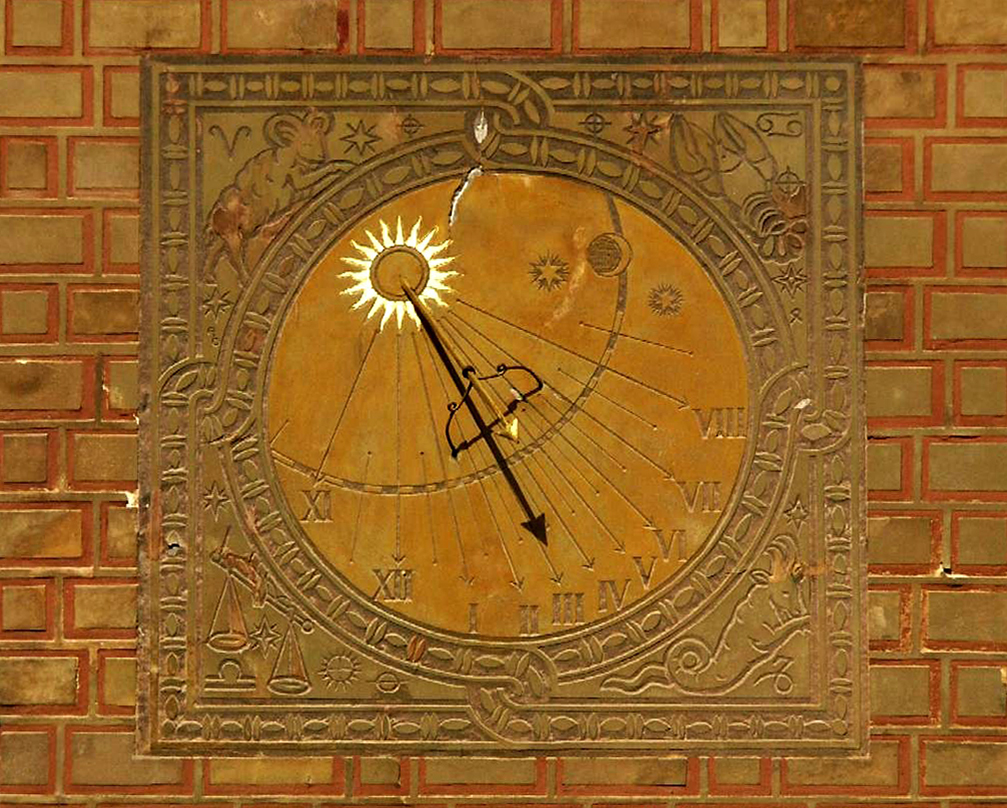
مزولة في البلدة القديمة في وارسو.

المِزْوَلَة (الجمع: مِزْوَلَات، مَزَاوِل) هي ساعة شمسية وأداة توقيت نهاري، تتكون من عدة نقاط وخطوط، رسمت على صفيحة عريضة، وفي وسطها عصا مستقيمة أفقية يتحدد الوقت من طول ظلها الناتج عن وقوع أشعة الشمس عليها، حيث تترك ظلا متحركا على النقاط والخطوط، وهي من أقدم آلات قياس الوقت لأن تاريخها يرجع إلى عام 3500 قبل الميلاد.
استخدمها المسلمون قديمًا في المساجد لتحديد أوقات الصلوات.

## طريقة عملها
المزولة الشمسية هي أول ساعة اخترعها الإنسان فقد كتب عنها العالم الخوارزمي وكان العرب المسلمون يستخدمونها لتحديد أوقات الصلاة فهي تعتمد على الشمس وزاوية انحرافها عن الأفق، أي أن مبدئها يعتمد على الزوايا عوضاً عن الساعة والدقائق والثواني.
تتألف المزولة من عصا تثبت في الأرض بشكل رأسي لتسمح برصد تحرك ظل الشمس، بسهولة في أي مكان على الأرض. والمزولة هي النسخة القديمة من الساعة الشمسية. وتعتبر عملية رصد ظل الشمس مفيدة جداً، إذا قمنا بها على فترات طويلة. ففي الصيف، عندما تقترب الشمس من السمت، يكون ظلها أصغر منه في الشتاء. وهذا يبين لنا أن ارتفاع الشمس في السماء يتغير باختلاف الفصول، وأن طول النهار يتغير هو الآخر. ويرجع ذلك إلى حركة دوران الأرض حول الشمس، التي تتم وفقـاً لميل محور دوران الأرض، الذي لا يتغير أثناء دوران الأرض حول الشمس.

### في فصل الصيف
في فصل الصيف، تبين لنا المزولة أن الشمس تكون على ارتفاع أعلى في السماء، بما أن ظلها يكون أصغر حجماً. وبالإضافة إلى ذلك، يكون زمن سطوع الشمس أطول في فصلي الخريف والربيع، نلاحظ أن ظل الشمس يكون أكثر طولاً عنه في فصل الصيف، في نفس الساعة. ويعني ذلك أن الشمس تكون على ارتفاع منخفض في السماء.

### في فصل الشتاء
في فصل الشتاء، يكون ظل الشمس أكثر طولاً، وتكون الشمس على أدنى ارتفاع لها في السماء، في نفس الساعة.

## استعمالات على مر التاريخ
قام العالم الليبي الذي عاش في مصر إراتوستينس بدحض نظرية الأرض المسطحة، وقد دفعه إلى ذلك قراءته في كتاب عن أن القضبان العمودية لمعبد في جنوب أسوان لا تلقي ظلالاً وذلك في ظهيرة يوم 21 يونيو ذلك أن ظلال المعبد تقصر شيئاً فشيئاً كلما اقترب الوقت من منتصف النهار إلى أن تختفي نهائياً عند منتصف النهار. ولكنه دفعه ذلك إلى القيام بتجربة لمعرفة فيما إذا كانت القضبان العمودية في الإسكندرية تلقي ظلالاً في الوقت والتاريخ ذاته (21 يونيو) واكتشف أنها تلقي ظلالاً خلافاً لما هو عليه الأمر في أسوان.
قام إراتوستينس في 21 يونيو 250 ق.م بقياس زاوية ميل أشعة الشمس عن طريق المزولة في أسوان حيث كانت عمودية، وفي الأسكندرية وجدها 7.5° ومن تلك الطريقة استطاع حساب محيط الأرض.

### طريقةإراتوستينسلقياس محيط الأرض
اعتمدت طريقة إراتوستينس لقياس محيط الأرض على ملاحظة الفرق بين زاوية سقوط أشعة الشمس على سطح الأرض عند قرية سيين الواقعة على مدار السرطان (حوالي 40كم جنوبي أسوان)، ومدينة الإسكندرية وقت الظهيرة في يوم الانقلاب الشمالي للشمس (21 يونيو). وكان معروفًا وقت ذاك أن مدينتي أسوان والأسكندرية تقعان على نفس خط الطول وأن المسافة بينهما حوالي (5000) ستاديا. واستخدم إراتوستينس المزولة لقياس زاوية ميل أشعة الشمس الساقطة. ولقد وجد إراتوستينس أن أشعة الشمس وقت الظهيرة في يوم الانقلاب الصيفي الشمالي كانت عمودية تماما على سطح الأرض في منطقة أسوان حتى أن العصا التي تثبت رأسيًا في هذه المنطقة لا يكون لها ظل، وفي نفس الوقت يكون للعصا الرأسية في الأسكندرية ظل على السطح الأفقي. وقاس إراتوستينس زاوية ميل الشمس عن العمودي في الإسكندرية فوجدها (1/5 7 ) درجة من دائرة وعاء المزولة التي مقدارها (360) درجة. وهي تقابل المسافة بين أسوان والأسكندرية (5000) ستاديا. وعلى ذلك كان محيط الأرض كما قدره إراتوستينسهو 250000 ستاديا.
ثم صحح إراتوستينس هذا الرقم إلى (252000) ستاديا، وهو ما يعادل (39690) كم. وهو يقل (430) كم عن المقدار الصحيح لمحيط الأرض (40120) كم.

## وصلات خارجية
- مزولة سِدَدية
- كتاب شفاء الأسقام في وضع الساعات على الرخام هو مخطوطة عربية من ضبط الوقت و1319 عن الساعات الشمسية.
- رسالة لطيفة في حساب الجداول الفلكية لبناء المزاول الشمسية المائلة هو آخر المخطوطة العربية، من القرن السدس عشر، حول العمليات الحسابية المستخدمة في إنشاء الساعات الشمسية. وقد كتب من قبل سبط المارديني